# Problema del huerto

Una matriz de nueve puntos (relacionada con la configuración de Pappus) forma un máximo de 10 líneas de 3 puntos.

En geometría discreta, el problema original del huerto consiste en determinar el número máximo de líneas de 3 puntos que se puede alcanzar mediante una configuración dada de puntos en el plano. También se le llama el problema de la plantación de árboles o simplemente el problema de la huerta. 
También se han realizado investigaciones sobre cuántas líneas de k-puntos pueden formarse. Hallard T. Croft y Paul Erdős demostraron que:
tk > c n2 / k3
donde n es el número total de puntos y tk es el número de líneas de k-puntos.
Su construcción contiene algunas líneas de m-puntos, donde m > k. También se puede plantear el problema en el caso de que estas configuraciones de más de k puntos alineados no están permitidas.

## Secuencia de enteros
Se define t3huerto (n) como el número máximo de líneas de 3 puntos alcanzables con una configuración de n puntos. Para un número arbitrario de puntos n, se demostró en 1974 que t3huerto (n) es (1/6) n2.
Los primeros valores de t3huerto (n) se dan en la siguiente tabla (sucesión A003035 en OEIS).
| n           | 4 | 5 | 6 | 7 | 8 | 9  | 10 | 11 | 12 | 13 | 14 |
| ----------- | - | - | - | - | - | -- | -- | -- | -- | -- | -- |
| t3huerto(n) | 1 | 2 | 4 | 6 | 7 | 10 | 12 | 16 | 19 | 22 | 26 |

## Límites superior e inferior
Puesto que no hay dos líneas que puedan compartir dos puntos distintos, un límite superior trivial para el número de líneas de 3 puntos determinado por n puntos es:
{\displaystyle \left\lfloor {\binom {n}{2}}{\Big /}{\binom {3}{2}}\right\rfloor =\left\lfloor {\frac {n^{2}-n}{6}}\right\rfloor .}
Utilizando el hecho de que según el Teorema de Sylvester-Gallai para el número de líneas de 2 puntos es al menos 6n/13 , este límite superior se puede rebajar a:
{\displaystyle \left\lfloor {\frac {{\binom {n}{2}}-6n/13}{3}}\right\rfloor =\left\lfloor {\frac {n^{2}}{6}}-{\frac {25n}{78}}\right\rfloor .}

(donde la notación {\displaystyle \left\lfloor x\right\rfloor } indica la función suelo)

Los límites inferiores para t3huerto(n) están dados por construcciones para conjuntos de puntos con muchas líneas de 3 puntos. El primer límite cuadrático inferior de ~(1/8)n2 fue dado por Sylvester, quien situó n puntos en la curva cúbica y = x3. Esto se mejoró a [(1/6)n2 − (1/2)n] + 1 en 1974 por , usando una construcción basada en funciones elípticas de Weierstrass. Una construcción elemental usando hipocicloides fue hallada por Füredi y Palásti (1984), logrando el mismo límite inferior.
En septiembre de 2013, Ben Green y Terence Tao publicaron un artículo en el que demuestran que para todos los conjuntos de puntos de tamaño suficiente, n > n0, hay como máximo ([n(n - 3)/6]  + 1) =  [(1/6)n2 − (1/2)n + 1] líneas de 3 puntos, lo que coincide con el límite inferior establecido por Burr, Grünbaum y Sloane. Esto es ligeramente mejor que lo que resultaría directamente de su límite inferior estricto de n/2 para el número de líneas de 2 puntos: [n(n − 2)/6], demostrado en el mismo documento y resolviendo un problema planteado independientemente por Gabriel Andrew Dirac y Theodore Motzkin en 1951.